# Marciano (praefectus urbi)
Marciano (in latino: Marcianus; fl. 384-409) è stato un politico romano attivo sotto gli usurpatori Eugenio e Prisco Attalo.

## Biografia
Nel 384 ricopriva la carica di vicarius di una provincia occidentale; in tale funzione ricevette il 22 marzo la legge contenuta nel Codice teodosiano IX 38 7. Nel 393/394 era proconsole d'Africa; si fece convincere da Flaviano a sostenere l'usurpatore Eugenio, ma alla morte di questi, dovette restituire il salario ricevuto mentre era al servizio dell'usurpatore. Nel 409 fu nominato praefectus urbi di Roma dall'usurpatore Prisco Attalo.
Fu il destinatario di alcune lettere di Quinto Aurelio Simmaco (Lettere VIII 9, 23, 54, 73).